# Wasserstofftanker

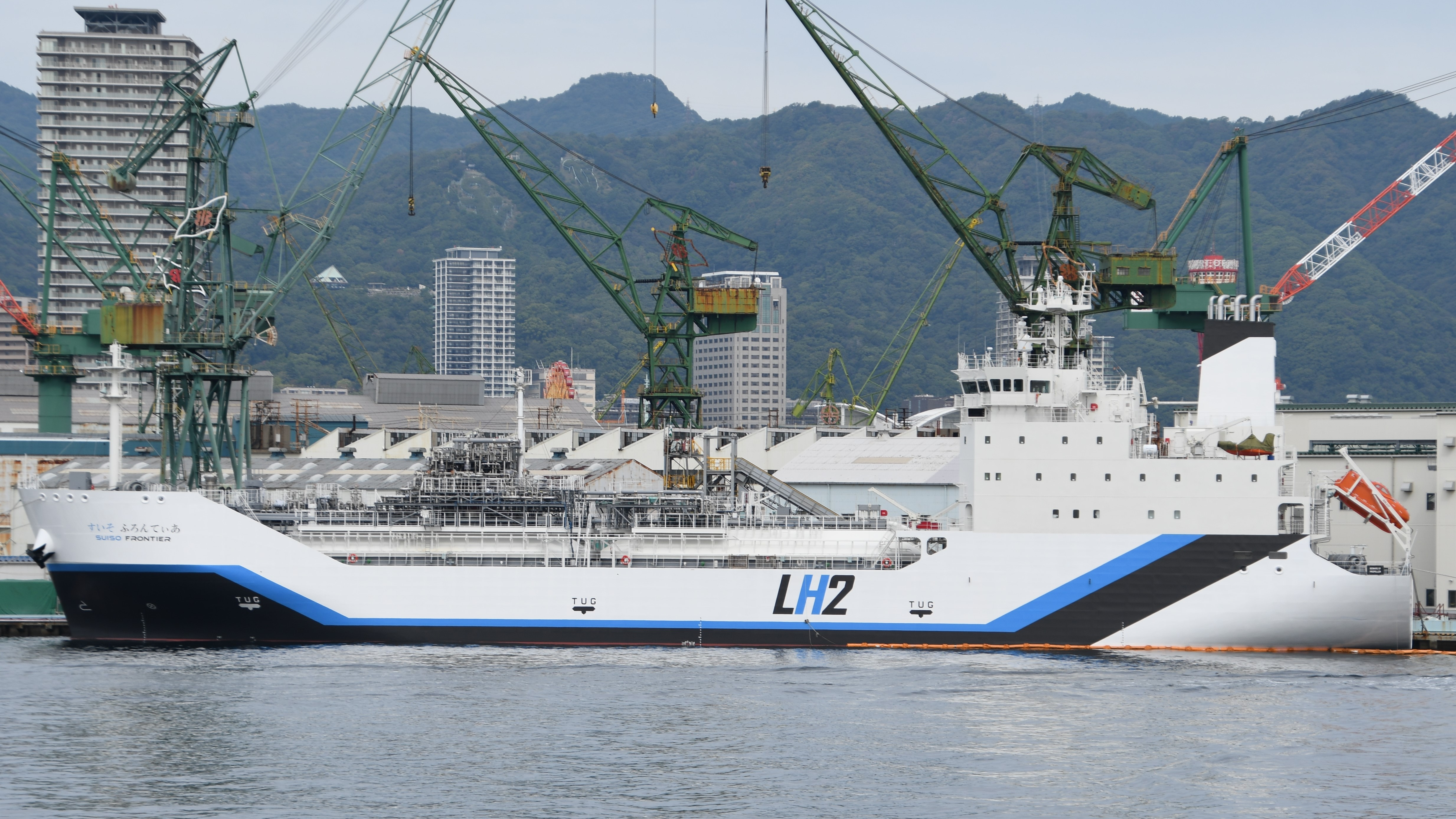
Der Wasserstofftanker Suiso Frontier, hier noch auf der Werft von Kawasaki Heavy Industries in Kōbe

Ein Wasserstofftanker ist ein spezieller Tanker (Schiffstyp), der für den Transport von verflüssigtem Wasserstoff konzipiert ist. Aufgrund der Energiewende werden dafür interkontinentale Wasserstoff-Transport-Systeme benötigt. Ende der 1980er Jahre wurde das Euro-Québec Hydro-Hydrogen Pilot Project durchgeführt, das zur Entwicklung des zukünftigen Seetransportsystems einer weltweiten Wasserstoffwirtschaft dienen sollte. In Japan wurde 2021 der erste Wasserstofftanker in Dienst gestellt.

## Wasserstofftransport
Die Fragen des Transportes von Wasserstoff waren bisher von untergeordneter Bedeutung. Dies hat sich in den letzten Jahren entscheidend geändert, da Europas nachhaltige Stromproduktion die kommende Nachfrage nicht befriedigen kann. Bereits in den späten 1980er Jahren wurde initiiert durch ein kanadisches Angebot zur Lieferung von aus Wasserkraft erzeugtem Wasserstoff ein Forschungsprojekt durchgeführt, um ein mögliches Seetransportsystem für Flüssigwasserstoff zu untersuchen. Unter der Leitung der Ludwig-Bölkow-Stiftung wurde 1989 das Euro-Québec Hydro-Hydrogen Pilot Project (EQHHPP) gestartet.  Von 1989 bis 1992 untersuchte das Pilotprojekt die Machbarkeit der Erzeugung, Anwendung und des transatlantischen Transports von Wasserstoff.

## Euro-Québec Hydro-Hydrogen Pilot Project
Ziel dieser von 1989 bis 1992 laufenden Untersuchung war es, mit Unterstützung von 80 internationalen Industrieunternehmen rund 100 Megawatt Wasserkraftwerkleistung in Kanada zur Herstellung von Wasserstoff zu nutzen. In Form von flüssigem Wasserstoff sollten rund 600 Gigawattstunden Energie mit in diesem Projekt konstruierten Tankern von Kanada nach Hamburg transportiert werden. So sollte das zukünftige Transportwesen, Brennstoffzellen und Kraftwerke mit günstig hergestelltem grünem Wasserstoff versorgt werden. Der Hintergrund war eine langfristige Realisierung zur Entwicklung des zukünftigen Seetransportsystems einer weltweiten Wasserstoffwirtschaft.
Für den Wasserstofftransport wurden zwei Möglichkeiten der Wasserstoffspeicherung erwogen. Der Wasserstoff sollte entweder als Methylcyclohexan (MCH, chemisch an Toluol angelagert) transportiert werden, oder in flüssiger Form. Beim Transport als Methylcyclohexan war ein zusätzlicher Aufwand für Hydrierung und Dehydrierung notwendig. Bei flüssigem Wasserstoff dagegen war ein zusätzlicher Aufwand für die Verflüssigung und Wiederverdampfung notwendig. Als Ergebnis wurde festgestellt, dass der Wasserstoff zukünftig in verflüssigter Form transportiert werden sollte.
Wegen des geringen auf das Volumen bezogenen Heizwertes werden Tanks und die Schiffe groß ausfallen. Die geringe Dichte erforderte entsprechende Maßnahmen, um bei allen Betriebsbedingungen hinreichenden Tiefgang und die notwendige Stabilität des Schiffes zu erzielen.
Um mit den Tankschiffen verflüssigten Wasserstoff zwischen zwei Küstenterminals zu transportieren, zu be- und entladen, wurden nicht nur die Transportbehälter für die tiefkalte Ladung, sondern auch die erforderlichen Be- und Entladeeinrichtungen sowie die auf den Tankern zu den einzelnen Tankbehältern führenden Rohrleitungssysteme behandelt.
Die Überlegungen zum Seetransport gingen zusätzlich davon aus, dass das Wasserstoff-Transport-System der zukünftigen Energieversorgung auf den vorhandenen LNG-Flüssiggastankern mit Kugeltanks aufbaut. Die NASA hat Ende der 60er/Anfang der 70er Jahre zur Lagerung großer Mengen von verflüssigtem Wasserstoff für die Betankung von Weltraumraketen Doppelmantel-Kugeltanks entwickelt und gebaut. Diese Lagertanks bestehen aus einem kugelförmigen Innentank aus Aluminium oder hochlegiertem Stahl. Die Innenkugel liegt konzentrisch in einer Außenschale, die prinzipiell aus "normalem" Kohlenstoffstahl gefertigt werden.

## Hydrogen Challenger

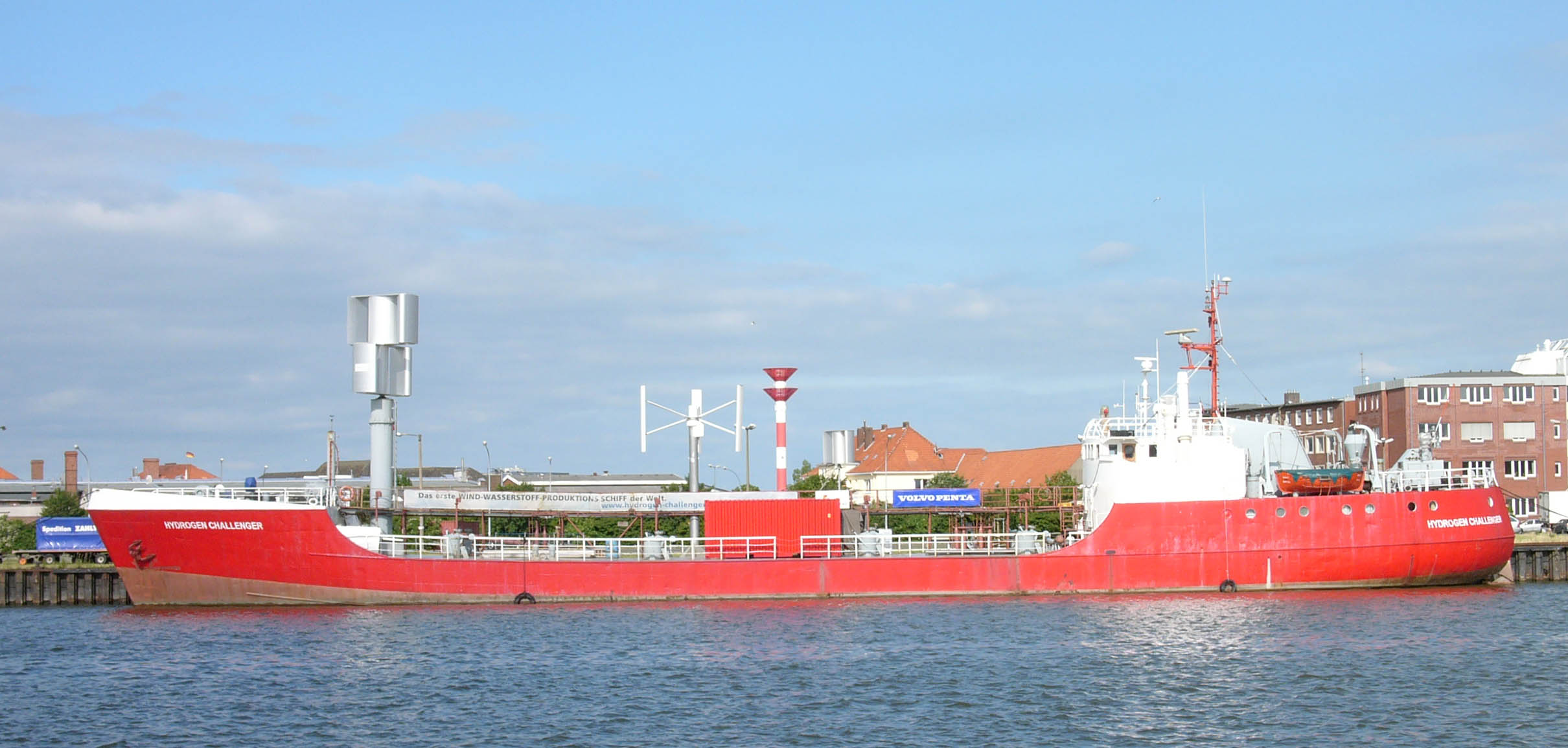
Die Hydrogen Challenger in Bremerhaven.

Der 2004 umgebaute und inzwischen verschrottete Wasserstofftanker Hydrogen Challenger war für die Herstellung und den Transport in Küstennähe konzipiert und wurde in der Deutschen Bucht eingesetzt. Es stellte sich jedoch heraus, das dieses Projekt nicht ernsthaft verfolgt wurde und auch nie erfolgreiche Versuche mit diesem Schiff angestellt wurden. Es lag jahrelang in Bremerhaven auf, Die Ausrüstung zur Elektrolyse wurde bereits frühzeitig vom Hersteller entfernt.

## HySTRA
Bis zum Jahr 2050 rechnet Japan aufgrund der Energiewende mit einem jährlichen Wasserstoffbedarf von 20 Mio. t und will etwa die Hälfte importieren. Mit einer Flotte von Wasserstofftankern soll dieser  verflüssigter Wasserstoff zukünftig von Australien nach Japan transportiert werden.
2016 wurde in Japan dafür das Firmenkonsortium HySTRA (Hydrogen Energy Supplychain Technology Research Association) mit dem Ziel gegründet, eine stabile Versorgung mit CO₂-frei produziertem Wasserstoff zu realisieren. Dazu sollen Technologien für den Aufbau einer Versorgungskette von Wasserstoff entwickelt werden. Unter Federführung von Kawasaki Heavy Industries arbeitet HySTRA an der Wasserstofftechnologie mit Schwerpunkt Schiffstransport und entwickelt und baut einen Wasserstofftanker.

### Suiso Frontier
Für den Transport des auf minus 253 Grad abgekühlten Wasserstoffs hat der Mischkonzern Kawasaki Heavy Industries (KHI) den Tanker Suiso Frontier entwickelt. Das 116 m lange Schiff kann bis zu 1250 m³ flüssigen Wasserstoff aufnehmen und gilt als erstes Wasserstoff-Transportschiff der Welt.
Dieser Flüssigwasserstofftanker ist für den Gastransport mit einer Temperatur von etwa −250 Grad, also nahe der Verdampfungstemperatur, ausgelegt. Trotz einer Isolierung der Ladetanks, die den Zutritt von äußerer Wärme begrenzen soll, gelangen stets geringe Wärmemengen in die Tanks und führen zu einer leichten Verdampfung der Gase. Dieses Boil-off-Gas muss aus den Tanks entfernt werden, um einen unzulässigen Druckanstieg zu verhindern.